# Pseudohippopsis filiformis
Pseudohippopsis filiformis là một loài bọ cánh cứng trong họ Cerambycidae.